# Stefanie Simon

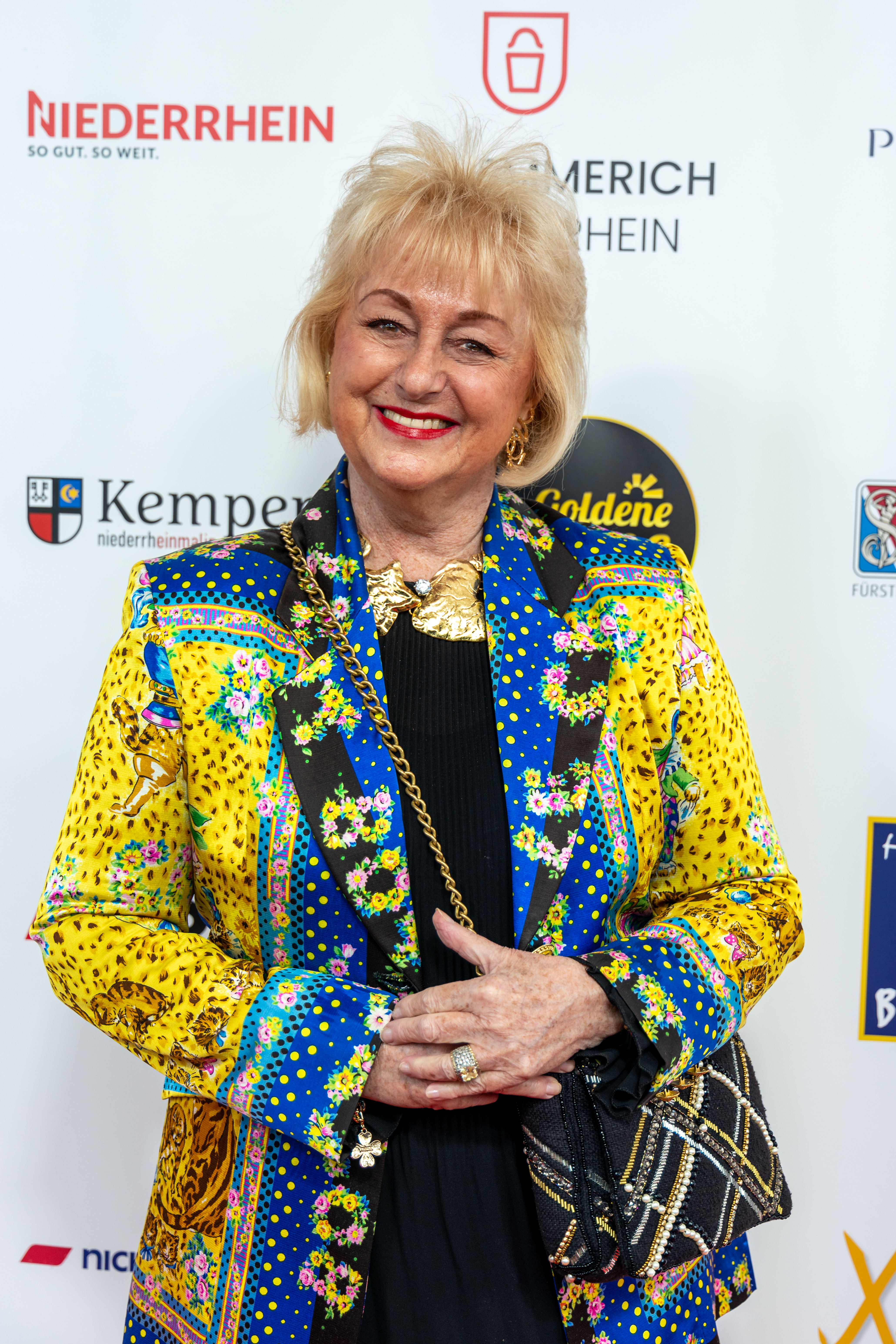
Stefanie Simon (2023)

Stefanie Simon (* 6. Oktober 1950 in Markneukirchen; gebürtig Stefanie Wetzel; bürgerlicher Name Stefanie Wölke) ist eine deutsche Sängerin und Schauspielerin.

## Leben
Stefanie Simon zog im Alter von einem Jahr mit ihrem Vater, dem Holzblasinstrumentenbaumeister Werner Wetzel und ihrer Mutter Elisabeth Wetzel nach Berlin. Sie studierte im Fachbereich Musical/Show an der Universität der Künste Berlin; im Jahr 1974 schloss sie ihr Studium ab.
Schon während ihres Studiums tourte die Schlagersängerin mit Rudi Carrell, Jürgen Marcus, Paul Kuhn und Peter Petrel durch Deutschland. Von 1969 bis 1983 war sie ständige assistierende Sängerin in der Radiosendung „Zweites Frühstück“ mit John Hendrik beim Radiosender Rias Berlin.
Seit den 1970er Jahren hat Simon regelmäßige Engagements auf diversen Kreuzfahrtschiffen, wie der Maxim Gorkiy, Sagafjord, MS Astor und der MS Europa, dem bekannten Kreuzfahrtschiff aus der Fernsehserie Das Traumschiff.
Neben zahlreichen Musikproduktionen tritt Simon auch als Solokünstlerin sowie mit ihrem Gesangspartner Bert Beel seit 1990 im Duett „Steffi & Bert“ auf. In mehreren Fernsehsendungen waren sie als Schlagerpaar zu sehen. Es erschienen mehrere CD-Veröffentlichungen. In der Schlagerparade der Volksmusik (NDR) waren beide 1992 mehrfach zu Gast. Bei Galas und Schlagerrevuen treten beide bis heute in Berlin und Brandenburg auf.
Im Opernpalais Berlin gestalten sie seit 2007 den von Beel inszenierten Abend als eine Hommage an Harald Juhnke. Dort gastieren sie mit unterschiedlichen Programmen (meist mit Bezug auf Berlin) seit 2003.
Simon tourt mit verschiedenen Musik- und Entertainmentprojekten, unter anderem auch an der Seite von Julian F. M. Stoeckel, durch Deutschland. Aktuell spielt sie in der Fernsehproduktion Berlin – Tag & Nacht (RTL 2) die Rolle der Lilo Dittrich.
Sie wirkte als Zeitzeugin in dem Dokudrama Rex Gildo – Der letzte Tanz (2022) von Rosa von Praunheim mit.
Stefanie Simon lebt in Berlin.

## Diskografie

### Alben
- 2017: Mein Weihnachten mit dir
- 2017: 7 Leben hat die Liebe

### Singles
- 1967: Wie man in den Wald hineinruft
- 1968: Kosakenfest
- 1969: Da Capo Señor / Magic
- 1970: Oh Joe
- 1977: Wenn das deine Liebe ist
- 1978: Wie wird es dir geh‘n
- 1984: Was haben alle so gern
- 1987: Komm lass das sein
- 1993: Der Trucker aus den Bergen
- 1995: Was wäre die Welt ohne Country
- 1996: Berlin-Brandenburg – Ein Land in Sicht!
- 1996: Beim Fensterputzen
- 2003: Du bist viel zu schön für mich
- 2004: Und tschüüsss
- 2004: Einmal Himmel und zurück
- 2005: Das musste ausgerechnet mir passieren
- 2005: Alles in Ordnung, alles okay
- 2006: Sensationell
- 2007: Dein Gute-Laune-Lächeln
- 2008: Sag niemals nie
- 2009: Es ist Weihnacht
- 2010: Königin Luise
- 2011: Du malst mir den Himmel blau
- 2012: Alles fängt irgendwann von vorne an
- 2013: Straßen unserer Stadt
- 2014: Die besten Jahre
- 2014: Von Null auf hundert
- 2016: Männerherzen
- 2017: Sieben verdammt lange Tage
- 2017: Meine Träume haben Flügel
- 2018: Da geht noch was
- 2019: Sehnsucht nach Paris
- 2019: Ich such' einen Traummann

## Filmografie
- seit 2019: Berlin – Tag & Nacht (Fernsehserie, durchgehende Nebenrolle)
- 2022: Rex Gildo – Der letzte Tanz (Dokudrama)
- 2022: Hot oder Schrott Promi Spezial (VOX)